# Станіславув (Зволенський повіт)
Станіславув (пол. Stanisławów) — село в Польщі, у гміні Полічна Зволенського повіту Мазовецького воєводства.
Населення — 46 осіб (2011).
У 1975-1998 роках село належало до Радомського воєводства.

## Демографія
Демографічна структура станом на 31 березня 2011 року:
|          | Загалом | Допрацездатний вік | Працездатний вік | Постпрацездатний вік |
| -------- | ------- | ------------------ | ---------------- | -------------------- |
| Чоловіки | 24      | 3                  | 18               | 3                    |
| Жінки    | 22      | 3                  | 11               | 8                    |
| Разом    | 46      | 6                  | 29               | 11                   |